# Radioamatérská licence
Radioamatérská licence (koncese) opravňuje držitele k vysílání v radioamatérských pásmech v oblasti krátkých a velmi krátkých vln. Na rozdíl od uživatelů tzv. Citizen Band pásem na kanálech kolem 27 MHz a některých úseků na velmi krátkých vlnách (PMR446), kteří k provozu licenci nepotřebují (zato jejich technické možnosti jsou velmi omezené), potřebují radioamatéři na základě složených zkoušek k provozu koncesi. Tzv. Oprávnění k využívání kmitočtů amatérské rádiové služby v Česku uděluje Český telekomunikační úřad podle vyhlášky č. 156/2005 Sb. o technických a provozních podmínkách amatérské radiokomunikační služby.
Smysl radioamatérského vysílání lze spatřovat v sebevzdělávání (konstrukční činnost, sledování podmínek šíření atd.). Radioamatéři provozují i závodní činnost, za dosažené úspěchy jsou udělovány diplomy a podobně.
Radioamatérské licence nejsou určeny ke komerčnímu vysílání. Proto také nejsou zpoplatněny (kromě správních poplatků za vydání koncese nebo její prodloužení). Vysílací zařízení lze i amatérsky konstruovat a podmínkou provozu je dodržení požadovaných technických parametrů.